# Venadicodia albipuncta
Venadicodia albipuncta är en fjärilsart som beskrevs av William Schaus 1920. Venadicodia albipuncta ingår i släktet Venadicodia och familjen snigelspinnare. Inga underarter finns listade i Catalogue of Life.